# Cordon sanitaire (infecties)

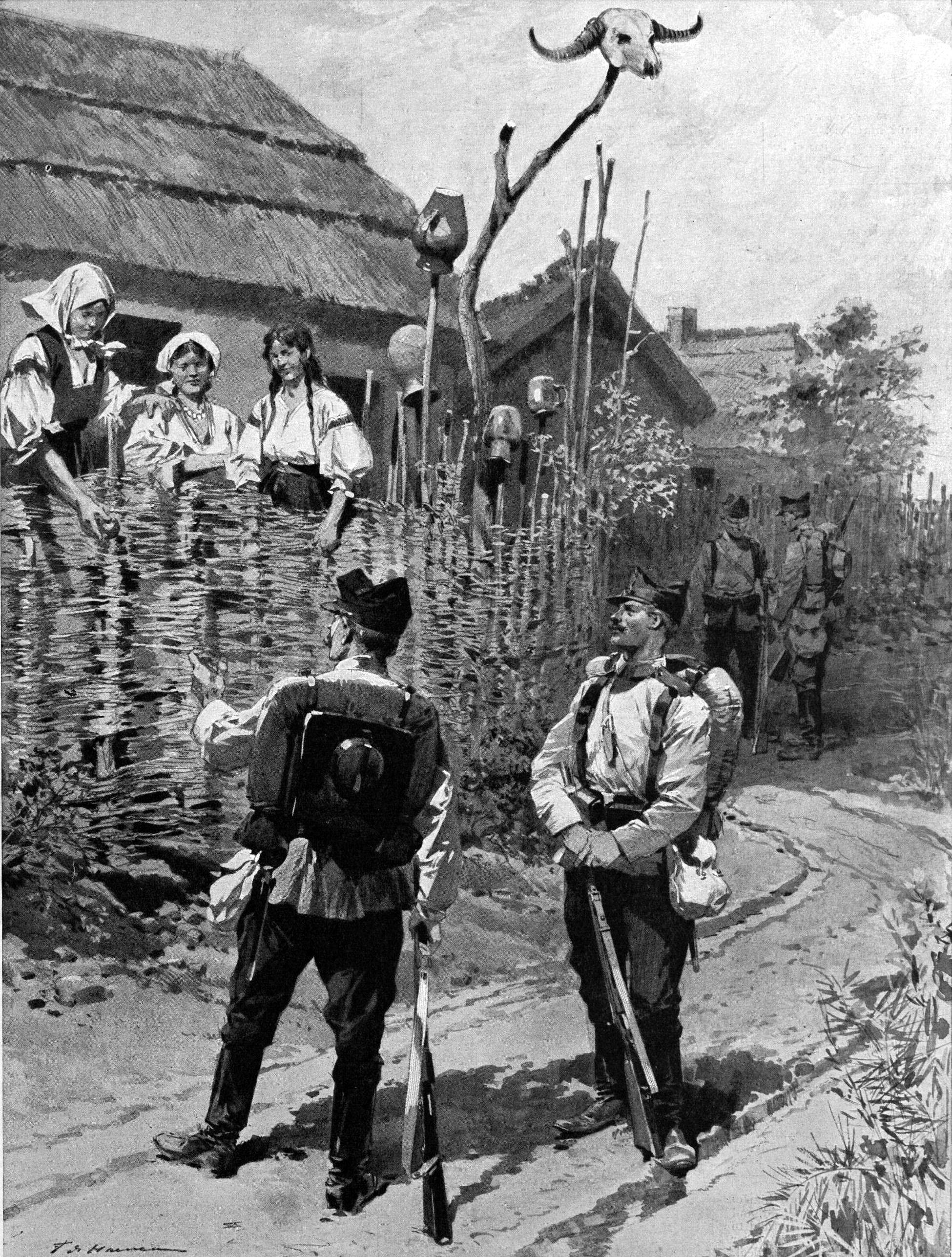
Een losjes afgedwongen cordon sanitaire tijdens een cholera-epidemie in Roemenië, 1911

Een cordon sanitaire (uitspraak: [kɔʁdɔ̃ sanitɛʁ], Frans voor "sanitair kordon") is de bewegingsbeperking van mensen in of uit een bepaald geografisch gebied, zoals een gemeenschap, regio of land. De term duidde oorspronkelijk op een barrière die werd gebruikt om de verspreiding van besmettelijke ziekten tegen te gaan. De term wordt in het Nederlands ook vaak metaforisch gebruikt om te verwijzen naar pogingen om de verspreiding van een als ongewenst of gevaarlijk beschouwde ideologie te voorkomen, zoals het inperkingsbeleid van George F. Kennan tegen de Sovjet-Unie.

## Oorsprong
De term cordon sanitaire dateert uit 1821, toen de hertog van Richelieu Franse troepen naar de grens tussen Frankrijk en Spanje stuurde om te voorkomen dat gele koorts zich naar Frankrijk verspreidde.

## Definitie
Een cordon sanitaire wordt over het algemeen gecreëerd rond een gebied met een epidemie of een uitbraak van een besmettelijke ziekte, of langs de grens tussen twee naties. Als het cordon eenmaal is ingesteld, mogen mensen uit het getroffen gebied het niet meer verlaten of betreden. In de meest extreme vorm wordt het cordon pas opgeheven als de infectie is gedoofd. Traditioneel was de lijn rond een cordon sanitaire behoorlijk fysiek; er werd een hek of muur gebouwd, gewapende troepen patrouilleerden en binnen moesten de bewoners zonder hulp de strijd aangaan. In sommige gevallen kan een "omgekeerd cordon sanitaire" worden opgelegd aan gezonde gemeenschappen die proberen te voorkomen dat een infectie wordt geïntroduceerd. Volksgezondheidsspecialisten hebben cordon sanitaire samen met quarantaine en medische isolatie opgenomen als "niet-farmaceutische interventies" die zijn ontworpen om de overdracht van microbiële ziekteverwekkers door sociale afstand te voorkomen.
Het cordon sanitaire wordt nu niet in zijn meest extreme historische vorm gebruikt. Dit is deels te danken aan ons verbeterde begrip van ziekteoverdracht, behandeling en preventie. Tegenwoordig is de functie ervan meer om gemakkelijker identificatie en controle over de verspreiding van besmetting mogelijk te maken. In China kan bijvoorbeeld in strak gecontroleerde afzettingen een gedelegeerd familielid een uitreispas hebben gekregen om de dagelijkse boodschappen te doen, terwijl in losjes gecontroleerde afzettingen individuen kunnen worden toegestaan om zonder controle (behalve een temperatuurcontrole) naar binnen en naar buiten te gaan door middel van een hoofdingang, terwijl andere ingangen tijdelijk worden geblokkeerd.
In zijn meer traditionele rol blijft het cordon ook een nuttige interventie onder omstandigheden waarin: 1) de infectie zeer virulent is (besmettelijk en waarschijnlijk ziekte veroorzaakt); 2) het sterftecijfer erg hoog is; 3) de behandeling niet bestaat of moeilijk is; en 4) er vaccins of andere middelen om grote aantallen mensen te immuniseren (zoals naalden of injectiespuiten) ontbreken. Tijdens de COVID-19-pandemie werden cordons sanitaires opgelegd aan geografische regio's over de hele wereld in een poging de infectie in te dammen.

### 16e eeuw
- In 1523, tijdens een uitbraak van de pest in Birgu, werd de stad afgezet door bewakers om te voorkomen dat de ziekte zich zou verspreiden naar de rest van Malta.[9]

### 17e eeuw
- In 1655 werd een cordon sanitaire opgelegd aan de stad Żabbar op Malta nadat er een pestuitbraak was ontdekt. De ziekte verspreidde zich naar andere nederzettingen en soortgelijke beperkende maatregelen werden opgelegd, en de uitbraak werd met succes onder controle gehouden na 20 doden te hebben veroorzaakt.[10]
- In mei 1666 legde het Engelse dorp Eyam zichzelf op beroemde wijze een cordon sanitaire op na een uitbraak van de builenpest in de gemeenschap. In de daaropvolgende 14 maanden stierf bijna tachtig procent van de inwoners.[11] Rondom het dorp werd een omtrek van stenen aangelegd en niemand passeerde de grens in welke richting dan ook tot november 1667, toen de pest zijn beloop had gehad. Naburige gemeenschappen zorgden voor voedsel voor Eyam, lieten voorraden achter op aangewezen locaties langs de grens van het cordon en ontvingen betaling in munten die waren "ontsmet" met stromend water of azijn.[12]:72

### 18de eeuw
- Tijdens de grote pestuitbraak van de Grote Noordelijke Oorlog van 1708–1712 werden cordons sanitaires opgericht rond getroffen steden als Stralsund, Helsingør en Königsberg; een werd ook opgericht rond het hele hertogdom Pruisen en een andere tussen Scania en de Deense eilanden langs de Sont, met Saltholm als centraal quarantainestation.[13]
- In 1770 richtte keizerin Maria Theresa een cordon sanitaire op tussen Oostenrijk en het Ottomaanse rijk om te voorkomen dat mensen en goederen die besmet waren met de pest de grens overstaken. Katoen en wol werden wekenlang in pakhuizen bewaard, waarbij boeren werden betaald om op de balen te slapen en werden gecontroleerd om te zien of ze tekenen van ziekte vertoonden. Reizigers werden onder normale omstandigheden 21 dagen in quarantaine geplaatst en tot 48 dagen wanneer bevestigd werd dat de pest actief was op Ottomaans grondgebied. Het cordon werd gehandhaafd tot 1871, en er waren geen grote pestepidemieën op Oostenrijks grondgebied nadat het cordon sanitaire was ingesteld, terwijl het Ottomaanse rijk tot het midden van de 19e eeuw regelmatig te lijden had onder pestepidemieën.[14]
- Tijdens de gele koortsepidemie in Philadelphia in 1793 werden wegen en bruggen die naar de stad leidden geblokkeerd door soldaten van de plaatselijke militie om te voorkomen dat de ziekte zich zou verspreiden. Dit was voordat de transmissiemechanismen van gele koorts goed werden begrepen.[15][16]

### 19e eeuw
- Tijdens de Maltese pestepidemie van 1813–1814 werden de belangrijkste stedelijke nederzettingen van Malta (Valletta, Floriana en de Drie Steden) en landelijke nederzettingen met een hoog sterftecijfer (Birkirkara, Qormi, Żebbuġ en later Xagħra) door het leger afgezet om te voorkomen dat mensen naar binnen of naar buiten konden.[17]
- Het eerste daadwerkelijke gebruik van de term cordon sanitaire was in 1821, toen de hertog de Richelieu 30.000 Franse troepen naar de grens tussen Frankrijk en Spanje in de Pyreneeën stuurde, zogenaamd om te voorkomen dat gele koorts zich vanuit Barcelona naar Frankrijk zou verspreiden,[3] maar in feite vooral om de verspreiding van liberale ideeën uit het constitutionele Spanje tegen te gaan.[4]
- De gele koortsepidemie van 1821 verwoestte Barcelona en er werd een cordon sanitaire opgezet rond de hele stad van 150.000 mensen. Tussen de 18.000 en 20.000 stierven in vier maanden tijd.[14]
- Tijdens de cholera-uitbraak in Rusland in 1830 werd Moskou omringd door een militair cordon, werden de meeste wegen die naar de stad leidden opgegraven om het reizen te belemmeren, en waren op vier na alle ingangen naar de stad verzegeld.[14]
- Tijdens de gele koortsepidemie van 1856 werd in verschillende steden in de staat Georgia met matig succes een cordon sanitaire ingevoerd.[18]
- In 1869 stelde Adrien Proust (vader van romanschrijver Marcel Proust) het gebruik van een internationaal cordon sanitaire voor om de verspreiding van cholera, die uit India was voortgekomen en Europa en Afrika bedreigde, te beheersen. Proust stelde voor om alle schepen op weg naar Europa vanuit India en Zuidoost-Azië in Suez in quarantaine te plaatsen, maar zijn ideeën werden over het algemeen niet omarmd.[19][20]
- In 1882, als reactie op een virulente uitbraak van gele koorts in Brownsville, Texas, en in het noorden van Mexico, werd een cordon sanitaire ingesteld, 180 mijl ten noorden van de stad, eindigend bij de Rio Grande in het westen en de Golf van Mexico in het oosten. Mensen die naar het noorden reisden, moesten 10 dagen in quarantaine bij het cordon blijven voordat ze ziektevrij werden verklaard en verder konden gaan.[14]
- In 1888, tijdens een gele koortsepidemie, werd de stad Jacksonville, Florida, op bevel van gouverneur Edward A. Perry omsingeld door een gewapend cordon sanitaire.[21]
- In 1899 werd een uitbraak van de pest in Honolulu beheerd door een cordon sanitaire rond het district Chinatown. In een poging de infectie onder controle te krijgen, werd een perimeter met prikkeldraad gecreëerd en werden eigendommen en huizen van mensen in brand gestoken.[22]

### 20ste eeuw
- Tijdens de plaag van San Francisco van 1900-1904 werd San Francisco's Chinatown onderworpen aan een cordon sanitaire.
- In 1902 legde Louisiana een cordon sanitaire op om te voorkomen dat Italiaanse immigranten van boord zouden gaan in de haven van New Orleans. De rederij eiste een schadevergoeding, maar het recht van de staat om een cordon op te leggen werd bevestigd in Compagnie Francaise de Navigation a Vapeur v. Gezondheidsraad van Louisiana.
- Van 1903 tot 1914 legde de Belgische koloniale regering een cordon sanitaire op aan de provincie Uele in Belgisch Congo om uitbraken van trypanosomiasis (slaapziekte) onder controle te houden.[23]
- Grieppandemie 1918:
  - De griep van 1918 verspreidde zich zo snel dat er over het algemeen geen tijd was om cordons sanitaire in te voeren. Om een introductie van de infectie te voorkomen, isoleerden inwoners van Gunnison, Colorado zich eind 1918 gedurende twee maanden van de omgeving. Alle snelwegen waren gebarricadeerd in de buurt van de provinciale grenzen. Treinconducteurs waarschuwden alle passagiers dat als ze in Gunnison uit de trein stapten, ze zouden worden gearresteerd en vijf dagen in quarantaine zouden worden geplaatst. Als gevolg van deze beschermende sekwestratie stierf tijdens de epidemie niemand aan griep in Gunnison.[24]
  - Tijdens de grieppandemie van 1918 legde de toenmalige gouverneur van Amerikaans-Samoa, John Martin Poyer, een omgekeerd cordon sanitaire van de eilanden op voor alle binnenkomende schepen, waarbij met succes nul doden binnen het gebied werden bereikt. Daarentegen was het naburige, door Nieuw-Zeeland gecontroleerde West-Samoa een van de zwaarst getroffen landen, met een infectiepercentage van 90% en meer dan 20% van de volwassenen die aan de ziekte stierven.[25]
  - Eind 1918 probeerde Spanje tevergeefs de verspreiding van de griep van 1918 te voorkomen door grenscontroles, wegversperringen, beperkte treinreizen en een maritiem cordon sanitaire op te leggen dat schepen met zieke passagiers verbood te landen, maar tegen die tijd was de epidemie al aan de gang.[26]
- Tijdens de Joegoslavische pokkenuitbraak in 1972 werden meer dan 10.000 mensen opgesloten in cordons sanitaires van dorpen en wijken met behulp van wegversperringen, en was er een algemeen verbod op openbare bijeenkomsten, een sluiting van alle grenzen en een verbod op alle niet-essentiële reizen.[27]:17
- In 1995 werd een cordon sanitaire gebruikt om een uitbraak van het ebolavirus in Kikwit, Zaïre, onder controle te krijgen.[28][29][7] President Mobutu Sese Seko omsingelde de stad met troepen en schortte alle vluchten naar de gemeenschap op. In Kikwit richtten de medische teams van de Wereldgezondheidsorganisatie en Zaïre nog meer cordons sanitaires op, waardoor de begraaf- en behandelingszones werden geïsoleerd van de algemene bevolking.[30]

### 21e eeuw
- Tijdens de SARS-uitbraak in Canada in 2003 werd "gemeenschapsquarantaine" gebruikt om de overdracht van de ziekte met succes te verminderen.[31]
- Tijdens de SARS-uitbraak in 2003 op het vasteland van China, Hongkong, Taiwan en Singapore werd grootschalige quarantaine opgelegd aan reizigers die uit andere SARS-gebieden kwamen, werk- en schoolcontacten van verdachte gevallen en, in enkele gevallen, hele appartementencomplexen waar er waren hoge aanvalspercentages van SARS.[32] In China werden hele dorpen op het platteland in quarantaine geplaatst en mocht men de dorpen niet in of uit reizen. Een dorp in de provincie Hebei werd van 12 april 2003 tot 13 mei in quarantaine geplaatst. Tienduizenden mensen vluchtten uit gebieden toen ze hoorden van een dreigend cordon sanitaire, waardoor de epidemie mogelijk werd verspreid.
- In augustus 2014 werd een cordon sanitaire ingesteld rond enkele van de zwaarst getroffen gebieden van de West-Afrikaanse ebolavirusepidemie.[33][5] Op 19 augustus 2014 plaatste de Liberiaanse regering het hele district West Point van de hoofdstad Monrovia in quarantaine en vaardigde een avondklok uit over de gehele staat.[34][35] Het cordon sanitaire van het West Point-gebied werd op 30 augustus opgeheven. De minister van informatie, Lewis Brown, zei dat deze stap is genomen om de inspanningen om bewoners te screenen, testen en behandelen te vergemakkelijken.[36]
- In januari 2020 werd een cordon sanitaire getrokken rond de Chinese stad Wuhan, bekend als de Wuhan-lockdown, vanwege wat de COVID-19-pandemie.[37] Naarmate de uitbraak zich uitbreidde, troffen reisbeperkingen meer dan de helft van de Chinese bevolking, waardoor mogelijk het grootste cordon sanitaire in de geschiedenis ontstond,[38] totdat dit werd overtroffen door de afsluiting in India, die de gehele bevolking van 1,3 miljard mensen trof, in maart 2020.[39] In april 2020 bevond de helft van de wereldbevolking zich in meer dan 90 landen[40] op de een of andere manier opgesloten als reactie op de COVID-19-pandemie, zoals het Maleisische bevel tot bewegingscontrole van 2020–2021[41] en een landelijke afsluiting in Italië.[42]

## In de populaire cultuur
- Een cordon sanitaire werd door Albert Camus gebruikt als plotapparaat in zijn roman The Plague uit 1947.
- In de film Outbreak uit 1995 veroorzaakt een uit Afrika meegebracht ebola-achtig virus een epidemie in een klein stadje in Californië, waarop het Amerikaanse leger een cordon sanitaire rond de stad vormt.
- De film 28 Days Later uit 2002 toont een cordon sanitaire dat aan Groot-Brittannië is opgelegd omdat een virale infectie de bevolking verwoest.
- In The Last Town on Earth, een roman uit 2006 van Thomas Mullen, legt de stad Commonwealth, Washington in 1918 een omgekeerd cordon sanitaire op om de Spaanse griep te voorkomen, maar de ziekte wordt geïntroduceerd door een zwervende soldaat.
- In de roman World War Z uit 2006 legt de natie Israël een omgekeerd cordon sanitaire op om zombies buiten te houden.
- In de film Contagion uit 2011 wordt de stad Chicago afgezet om de verspreiding van een meningo-encefalitisvirus in te dammen.
- In de Belgische tv-serie Cordon uit 2014 wordt een cordon sanitaire opgezet om een uitbraak van vogelgriep in Antwerpen in te dammen.
- In de gelimiteerde televisieserie Containment uit 2016 wordt een cordon sanitaire opgezet om een besmettelijk virus in Atlanta, Georgia, in te dammen.
- In de roman The Dreamers van Karen Thompson Walker uit 2019 wordt de fictieve Californische stad Santa Lora onder cordon sanitaire geplaatst vanwege een slaapziekte die de inwoners besmet.